# Carlos Eduardo Moro
Carlos Eduardo Moro, mais conhecido como Carlinhos (Chapecó, 26 de agosto de 1981) é um jogador profissional de futsal brasileiro que atua como fixo.
Jogou pelo ACBF Carlos Barbosa do Rio Grande do Sul. Atualmente está sem clube.
O jogador venceu o Campeonato Mundial de Futsal de 2008 pela Seleção Brasileira de Futsal. Carlinhos também venceu a Liga Futsal de 2009 pelo ACBF Carlos Barbosa depois de derrotar o Jaraguá Malwee dos craques Lenísio, Falcão e Tiago, companheiros de Carlinhos na seleção.

## Equipes
- 2014/2015 - MFK Dina Moskva
- 2013/2014 - MFK Dina Moskva
- 2012/2013 - MFK Dina Moskva
- 2011 - Carlos Barbosa
- 2010 - Carlos Barbosa
- 2008/2009 - Lobelle Santiago
- 2007/2008 - Lobelle Santiago
- 2006/2007 - Lobelle Santiago
- 2006 - Carlos Barbosa
- 2005 - Carlos Barbosa
- 2004 - Carlos Barbosa
- 2003 - Carlos Barbosa
- 2002 - Carlos Barbosa

## Títulos
- 2008 - Campeonato Mundial de Futsal
- 2009 - Liga Futsal - ACBF Carlos Barbosa